# Synammia
Synammia, rod paprati iz porodice Polypodiaceae, dio je potporodice Crypsinoideae.. Sastoji se od tri vrste, dvije iz Južne Amerike, a jedna je endem otočja Juan Fernández .
Tipična je Synammia triloba C.Presl, sinonim za Synammia feuillei (Bertero) Copel. Rod je opisan u Tentamen Pteridographiae 212. 1836.

## Vrste
1. Synammia espinosae (Weath.) G.Kunkel; čileanski endem
2. Synammia feuillei (Bertero) Copel.
3. Synammia intermedia (Colla) G.Kunkel; Juan Fernández

## Sinonimi
- Goniophlebium sect. Synammia (C. Presl) T. Moore, bazionim